# Whitestown (Indiana)
Whitestown è un comune degli Stati Uniti d'America, situato nello Stato dell'Indiana, nella contea di Boone.